# حملات مهر ۱۴۰۳ ایران به اسرائیل
حملات مهر ۱۴۰۳ ایران به اسرائیل با نام عملیاتی وعدهٔ صادق ۲، دومین حملات موشکی ایران به اسرائیل پس از حمله فروردین ماه در جریان جنگ غزه بود.
این حمله ۲ ماه بعد از ترور اسماعیل هنیه توسط اسرائیل در محل اقامتش در تهران و پس از شدت‌یافتن حملات اسرائیل به هستهٔ فرماندهی حزب‌الله لبنان و ۴ روز پس از حمله هوایی به مرکز فرماندهی حزب‌الله که منجر به مرگ سید حسن نصرالله، دبیرکل حزب‌الله، علی کرکی، فرمانده جبهه جنوبی حزب‌الله و عباس نیلفروشان، معاون عملیات سپاه پاسداران انقلاب اسلامی شد، با پرتاب ۲۰۰ موشک بالستیک از جمله موشک هایپرسونیک فتاح، خیبرشکن از مراکزی در حومه تهران، کاشان، تبریز، خرم‌آباد، شیراز و کرمانشاه در حداقل دو موج انجام شد و فقط مراکز نظامی را مورد هدف قرار داد. در اثر پرتاب این موشک‌ها فقط یک کارگر فلسطینی به نام سامح الاصلی در شهر اریحا به طور مستقیم توسط سقوط بدنه موشک کشته شد. او یک کارگر فلسطینی ۳۸ ساله بود. اصالت وی به شهر جبالیا در غزه برمی‌گشت. او در روستای النویعمه در کرانه باختری تشییع و به خاک سپرده شد.سامح الاصلی، متولد غزه و ساکن کرانه باختری، متأهل و پدر سه فرزند نیز بود؛ همسر و فرزندان وی نیز ساکن کرانه باختری هستند.
نصیرزاده وزیر دفاع و پشتیبانی نیروهای مسلح گفت: «این عملیات کاملاً منطبق بر قوانین بین‌المللی بود و ما قوانین بین‌المللی را هیچ وقت زیر پا نمی‌گذاریم». این حملات که باعث به صدا درآمدن آژیر در مناطقی از اسرائیل شد، در شامگاه اول اکتبر ۲۰۲۴ ساعت حدود ۲۰ تا ۲۱ (۱۰ مهر ۱۴۰۳) با تصویب شورای عالی امنیت ملی و در انتقام ترور اسماعیل هنیه، سید حسن نصرالله و عباس نیلفروشان صورت گرفت. هر چند که تعدادی از پرتابه‌ها به داخل اسرائیل برخورد کردند اما این حملات، هیچ‌گونه تلفات انسانی در اسرائیل به همراه نداشت و باعث کشته شدن یک کارگر فلسطینی و جراحت ۲ شهروند اردنی شد. سپاه پاسداران ادعا کرد فقط اهداف نظامی را هدف قرار داده و اهداف غیرنظامی از اهداف عملیات نبوده است. در طی این عملیات، انفجارهایی در آسمان تل‌آویو و اورشلیم در اثر رهگیری موشک‌ها توسط سامانه گنبد آهنین، باراک ۸ و ختس گزارش شد ولی در نهایت یک فلسطینی بر اثر سقوط بدنه موشک کشته و تعدادی دیگر نیز بر اثر اصابت ترکش موشک در اریحا مجروح شدند. بنیامین نتانیاهو، نسبت به عواقب پس از این حمله هشدار داد و جمهوری‌اسلامی ایران را تهدید به حمله هوایی کرد. سپاه پاسداران انقلاب اسلامی نیز ادعا کرد که درصد مناسبی از پرتابه‌ها به اهداف خود اصابت کرده‌اند. رسانه‌های وابسته به سپاه پاسداران ایران حمله‌اش را موفقیت‌آمیز خواندند. اسرائیل، آمریکا و رسانه‌های اروپایی آن را عملیات یک شکست برای ایران دانستند.

## پیش‌زمینه
پس از ترور اسماعیل هنیه از رهبران و رئیس دفتر سیاسی حماس در ۳۱ ژوئیهٔ ۲۰۲۴ (۱۰ مرداد۱۴۰۳) و در جریان سفر به تهران، رهبر و مقامات رده بالای جمهوری اسلامی ایران، وعده انتقام از اسرائیل را برای انجام این ترور در خاک ایران دادند که به دلایلی مانند امیدواری به آتش‌بس در مذاکرات حماس و اسرائیل و دیگر ملاحظات سیاسی این عمل به تأخیر افتاد ولی سرانجام پس از حمله هوایی به مرکز فرماندهی حزب‌الله و کشته‌شدن سید حسن نصرالله و تعدادی دیگر از فرماندهان ارشد حزب‌الله و نیز عباس نیلفروشان، سرتیپ سپاه پاسداران انقلاب اسلامی که به‌عنوان معاون عملیات سپاه پاسداران فعالیت می‌کرد، این وعده در شامگاه ۱۰ مهر ماه ۱۴۰۳ عملی شد و سپاه پاسداران با موشک‌های بالستیک اسرائیل را مجدداً مورد حمله قرار داد.

## حملات

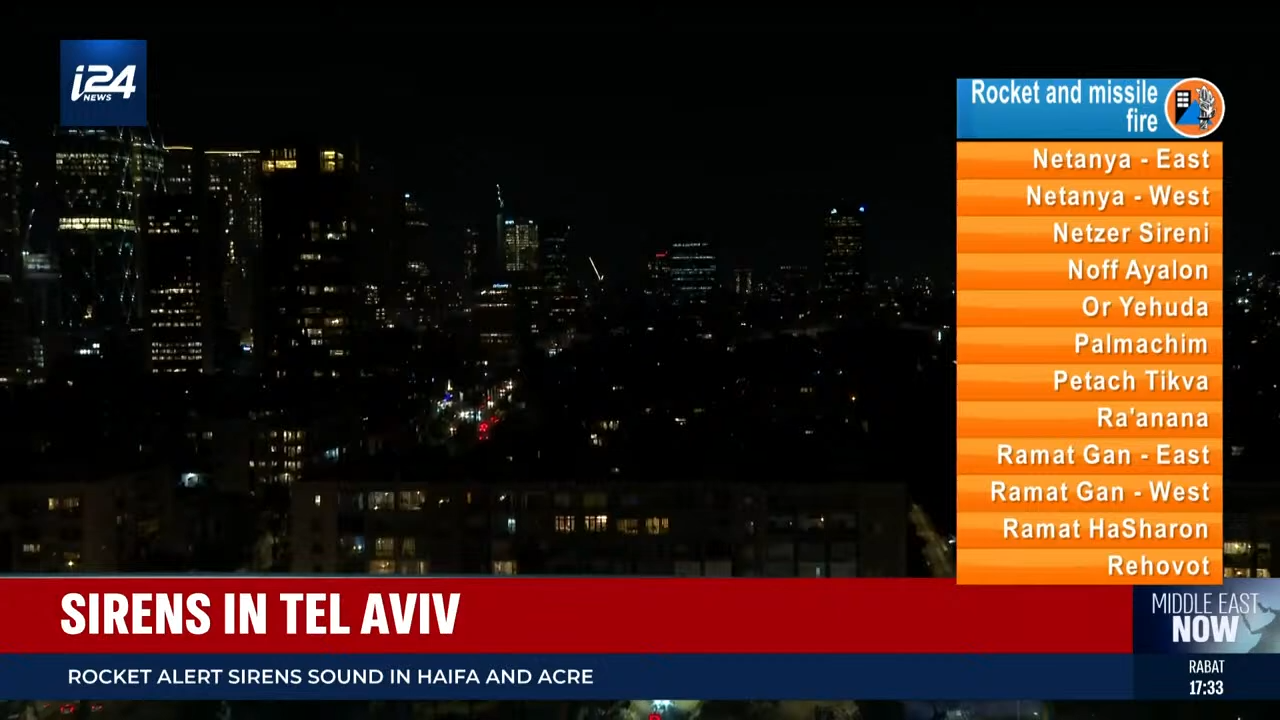
هشدارهای تلویزیونی اسرائیل در جریان این حمله

به گفته ارتش اسرائیل، در ۱۰ مهر (۱ اکتبر) حدود ۲۰۰ موشک از ایران، به سمت اسرائیل شلیک شدند که در ساعت ۱۹:۴۵ به این سرزمین رسیدند. این موشک‌ها با استفاده از جنگ‌افزارهای هایپرسونیک نظیر سامانه تسلیحاتی فتاح در دست کم دو موج، شلیک شدند.
پایگاه‌های پرتابی ایران شامل تبریز، کاشان، و مناطق پیرامونی تهران بود. به گفته یک مقام عالی‌رتبه ایرانی، (این مقام اسم نداشت) فرمان پرتاب موشک‌ها به اسرائیل از طرف سید علی خامنه‌ای رهبر جمهوری اسلامی ایران، که در مکانی امن ماند صادر شد. ادعای مسئولیت ایران در این حمله از تلویزیون دولتی پخش شد. در این بیانیه بدون توضیح بیشتر هشدار داده شد که این تازه «موج اول» است.
سپاه پاسداران پایگاه‌های هوایی ارتش اسرائیل را هدف قرار داده است. رادیو ملی آمریکا نوشت که تصاویر ویدئویی بررسی شده توسط این رسانه اصابت موشک را تأیید می‌کند.

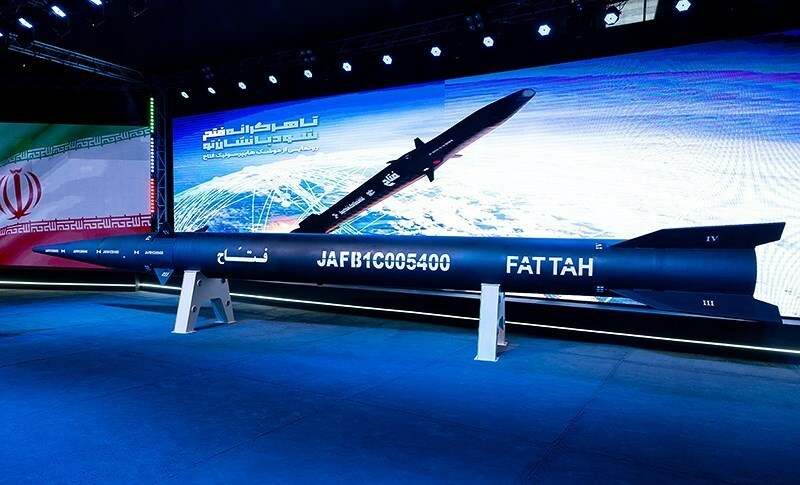
موشک هایپرسونیک فتاح که ادعا می‌شود در این عملیات از آن استفاده شده است.

بی‌بی‌سی فارسی نیز نوشت: «بخش راستی‌آزمایی بی‌بی‌سی با بررسی ویدیوهای منتشرشده از حمله موشکی ایران به اسرائیل تأیید می‌کند که شماری از موشک‌ها پایگاه هوایی نواتیم را هدف قرار داده‌اند.» محمد باقری، رئیس ستادکل نیروهای مسلح ایران مدعی شد که سه پایگاه نظامی اسرائیل در حمله موشکی تهران هدف قرار گرفته است، از جمله پایگاهی که برای کشتن حسن نصرالله، دبیرکل حزب‌الله، از آن استفاده شد.

### پدافند اسرائیل
نیروهای دفاعی اسرائیل در گزارشی مدعی شد «شمار زیادی از» موشک‌ها را رهگیری کرده است. پتریک اس رایدر، سخنگوی پنتاگون تأیید کرد که ناوشکن‌های نیروی دریایی ایالات متحده آمریکا در حدود یک دوجین موشک رهگیری کننده علیه موشک‌های ایرانی پرتاب کردند. مشاور امنیت ملی جیک سالیوان ذکر کرد که دیگر «شرکای» آمریکا نیز به دفع حمله کمک کرده‌اند اما مشخص نکرد آنها که بودند. اردن اظهار داشت که پدافند هوایی اش موشک‌ها و پهپادهایی را در جریان این واقعه برفراز حریم هوایی اردن رهگیری کرده است. به گفته بی‌بی‌سی، آمریکا تأیید کرده است که از دو ناوشکن کلاس آرلی بورک خود در شرق مدیترانه، ۱۲ موشک رهگیر به سمت موشک‌های ورودی ایران شلیک کرده است. وزارت دفاع بریتانیا هم گفته که در دفاع از اسرائیل «نقش خود را ایفا کرده است.» در این پدافند، نیروهای بریتانیایی نیز به اسرائیل کمک کردند. پدافند پیکان و پدافند فلاخن داوود نیز در این حملات، به کار افتادند.
به نوشته وال استریت ژورنال، این یکی از بزرگ‌ترین حمله‌ها با موشک‌های بالستیک در تاریخ جنگ‌ها بوده است. تحلیل‌های مستقل تصاویر ماهواره‌ای نشان داد که این حملات با وجود به بار آوردن خسارات ناچیز، در بعضی جاها دفاع هوایی اسرائیل را مقهور کرده است و حملات بعدی ایران در صورت هدف قرار دادن مناطق مسکونی پرجمعیت یا زیرساخت‌های غیرنظامی ممکن است عواقب بسیار جدی‌تری به همراه داشته باشد. بنا به بررسی جفری لوییس، ۳۲ موشک به محوطه پایگاه نواتیم اصابت کرد که بیشترشان به نواحی خالی و جاده‌های این پایگاه بزرگ خورد. تنها یک موشک به یک آشیانه اصابت کرد که مشخص نیست چه چیزی در آن بوده. تصاویر نشان‌دهنده آسیبی به هواپیماها نیست. ژنرال بازنشسته آمریکایی تیم ری گفت این حمله خسارات متناسب با منابع به کار رفته در آن را به همراه نداشت و در واقع اسرائیلی‌ها را تضعیف و مهار نکرد.

## خسارات و تلفات

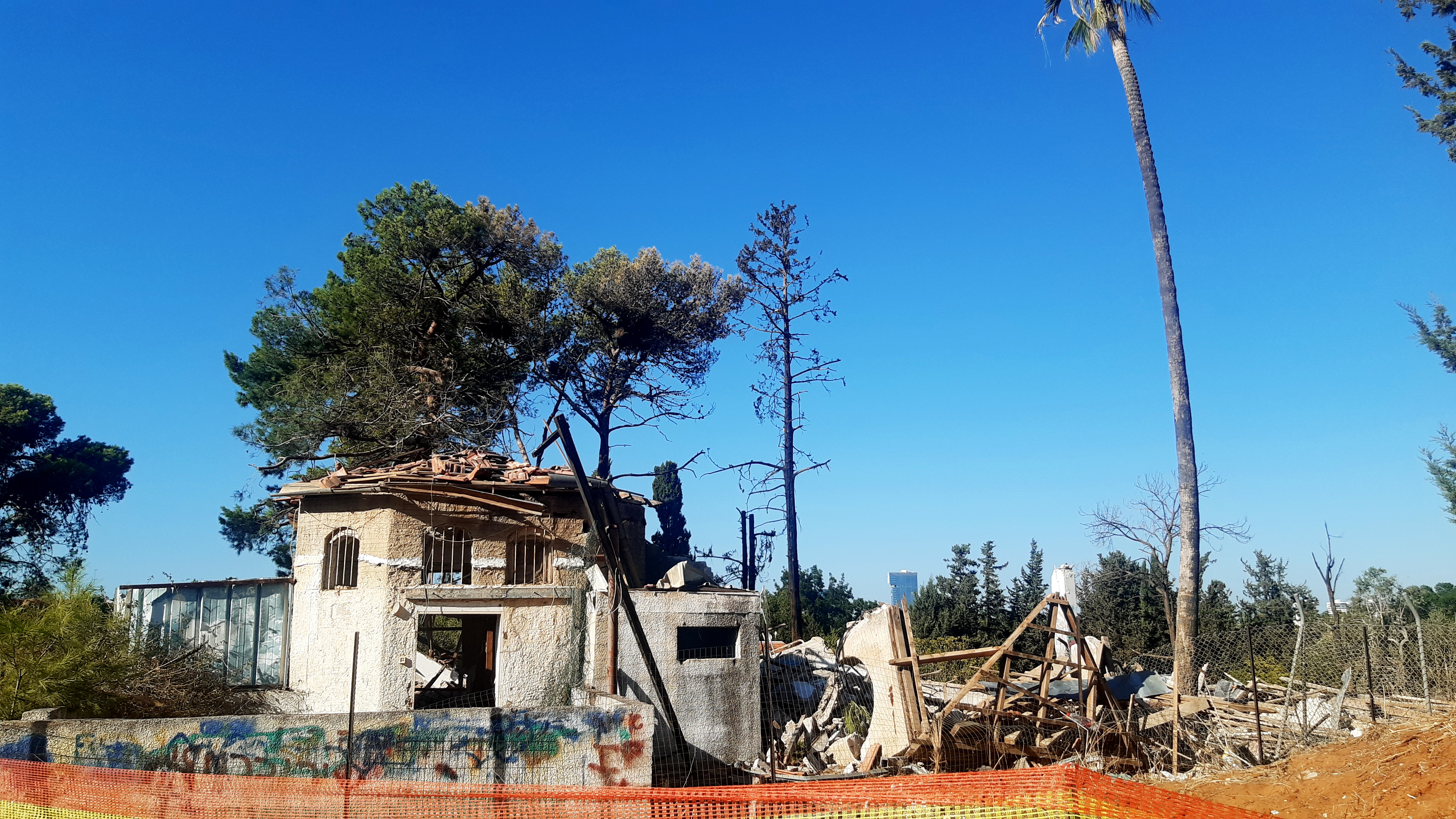
آسیب دیدن خانه ای مسکونی در اطراف هود هشارون.

۲ غیرنظامی اسرائیلی در اثر این حملات به‌طور خفیفی مجروح شدند. ۴ فلسطینی در اریحا با سقوط قطعات موشک مجروح شدند. یک کارگر ۳۷ ساله فلسطینی (به نام سامح الاصلی، اهل غزه) در اثر افتادن قطعه ای از موشکی ایرانی بر سرش، در جا کشته شد. این حادثه توسط دوربین مداربسته ضبط شد. همچنین طبق گزارش‌ها یک پیرمرد ۶۸ ساله اسرائیلی به نام نسیم زارکا، اهل عفوله در اثر حمله دچار استرس و اضطراب شدید شده و بر اثر ایست قلبی درگذشته است.
تصاویر ویدئویی نشان می‌دهد بسیاری از موشک‌ها به اسرائیل رسیدند. نیروهای دفاعی اسرائیل ادعا کردند که قابلیت عملیاتی نیروی هوایی اسرائیل در جریان این حمله دست نخورده باقی ماند، و هواپیماها، پدافند هوایی و کنترل ترافیک هوایی دچار آسیبی نشدند. ایران اما، بدون ارائه هیچ سندی، ادعا کرد که تعدادی از جنگنده‌های پیشرفته اسرائیل در این حمله نابود شدند. گزارش شد موشک‌های زیادی ساقط، و لاشه‌های آن‌ها در تل‌آویو، دیمونا، هورا، هود هشارون، بئرشبع، و ریشون لتسیون پیدا شد. قطعاتی از موشک نیز در روستای فلسطینی سانور در نزدیکی جنین پیدا شد. ایران مدعی است تنها اهداف نظامی را هدف گرفت. با اینحال، مدرسه ای در گدرا، رستورانی در تل آویو و نزدیک به ۱۰۰ خانه مسکونی در هود هشارون (بدون تلفات یا خسارات انسانی) آسیب دیدند.
سی‌ان‌ان بر این باور است که چندین موشک ایرانی به پایگاه هوایی نواتیم اصابت کردند. رسانه‌های داخل ایران مدعی شدند که تعدادی از پیشرفته‌ترین هواپیماهای اسرائیل نابود شده‌اند. همچنین ادعاهایی حاکی از آن است که چند موشک‌های بالستیک به پایگاه هوایی تل نوف اصابت کرده و ممکن است یکی از آنان منجر به انفجاری ثانویه در بخشی از مهمات انبار شده باشد.

### هزینه
مؤسسه یهودی امنیت ملی آمریکا که یک مؤسسه غیرانتفاعی است تخمین می‌زند که اجرای این عملیات (از لجستیک و انتقال، تا فرستادن موشک و پرتابه‌ها) برای ایران ۲٫۳ میلیارد دلار هزینه داشته است. حمله آوریل ۲۰۲۴ ایران به اسرائیل («وعدهٔ صادق ۱»، که ۵ ماه پیش از این حمله انجام شد) ۸۰ تا ۱۰۰ میلیون دلار هزینه داشت. به عبارتی دیگر، «وعدهٔ صادق ۲» تقریباً ۲۰ برابر «وعدهٔ صادق ۱» برای ایران هزینه برد.
هزینه وارده به اسرائیل در این حمله در مجموع ۴۵۰ میلیون دلار بود: تقریباً ۵۰ میلیون دلار خسارات مالی از اصابت مستقیم موشک به خاک اسرائیل و نزدیک به ۴۰۰ میلیون دلار هزینه سامانه دفاعی گنبد آهنین شد. در این حمله (برخلاف «وعدهٔ صادق ۱») اسرائیل ضرر مالی بسیار کمتری (تقریبا یک ششم) نسبت به ایران متحمل شد.
ایران وایر میزان این هزینه را حداقل ۸۰۰ میلیون دلارو ایران اینترنشنال بین یک میلیارد و ۲۰۰ میلیون دلار تا یک میلیارد و ۴۰۰ میلیون دلار برآورد کرده است.

## پیامدها

### در اسرائیل
- اسرائیل کاتز، وزیر امور خارجه اسرائیل روز بعد از عملیات گفت که ورود آنتونیو گوترش، دبیرکل سازمان ملل متحد به سرزمین‌های اشغالی به دلیل عدم واکنش او به عملیات موشکی ایران و اظهار محکومیت این عملیات ممنوع شده است. کاتز گفت: «هرکسی که نتواند به صراحت عملیات موشکی ایران علیه اسرائیل را محکوم کند، همان‌طور که تقریباً همه کشورهای جهان انجام داده‌اند، شایسته پا گذاشتن در خاک اسرائیل نیست.»[۶۷][۶۸]
- اندکی پس از پایان عملیات موشکی ایران که با شادی مردم غزه همراه بود؛ در سحرگاه چهارشنبه ۱۲ مهر ۱۴۰۳ اسرائیل حملات هوایی سنگین و سپس یورش زمینی به غزه و اردوگاه پناهندگان خان یونس انجام داد. در مجموع این حملات بنا به آمار منابع محلی حدود ۵۰ نفر کشته شده و عده کثیری مجروح شدند.[۶۹][۷۰][۷۱][۷۲][۷۳]

### در ایران
- پس از انجام این حمله مأموران گارد ویژه ضدشورش نیروی انتظامی در اقدامی احتیاطی در برخی از نقاط حساس شهر تهران مستقر شدند.[۷۴]
- خرید عصبی بنزین در ایران سبب تشکیل صفوف طولانی بنزین در شهرهای مختلف شد.[۷۵]
- پروازهای فرودگاه‌های ایران تا اطلاع ثانوی لغو شدند. این لغو از آغاز حملات شروع و تا روز بعد از حمله ادامه داشت.[۷۶][۷۷]
- رویترز خبری مبنی بر انتقال علی خامنه‌ای به مکانی امن در زمان حمله و پس از ان را منتشر کرد.[۷۸][۷۹] او روز بعد از حمله در یک دیدار عمومی در حسینیه امام خمینی سخنرانی کرد.[۸۰]
- چند ساعت پس از حمله موشکی سپاه پاسداران انقلاب اسلامی به سمت اسرائیل، این موضوع به یکی از بحث‌های داغ در فضای مجازی تبدیل شد و سازمان اطلاعات سپاه با انتشار بیانیه‌ای هر گونه اظهارنظر کاربران در «حمایت از اسرائیل» در رسانه‌های اجتماعی را جرم‌انگاری تلقی کرد و از کاربران خواست تا اطلاعات مربوط به این افراد را که در فضای مجازی با انتشار مطالب در حمایت از اسرائیل فعالیت دارند را به این سازمان گزارش کنند. کاربران بسیاری با استقبال از پیام ویدئویی بنیامین نتانیاهو، نخست‌وزیر اسرائیل، که به نوعی حساب مردم تحت ستم ایران را از حکومت جمهوری اسلامی جدا دانسته بود با انتقاد از حمله موشکی جمهوری اسلامی علیه اسرائیل، این حمله را «جهادی ایدئولوژیک» دانسته‌اند که «ارتباطی به ملت ایران ندارد.» و یکی از فعالان سیاسی نیز خطاب به سپاه پاسداران انقلاب اسلامی در شبکه اجتماعی ایکس نوشت: «کلاهتان را سفت بچسبید که در این جنگ تنها هستید.»[۸۱] همچنین با جدی شدن موضوع احتمال جنگ میان جمهوری اسلامی و اسرائیل، بحث در این مورد میان کاربران داغ شده و کاربران بسیاری با هشتگ «جنگ خیلی ترسناکه»، بر این موضوع تأکید می‌کنند که جمهوری اسلامی بیش از ۴۵ سال است که با مردم ایران در جنگ است و نسبت به آتش‌افروزی جمهوری اسلامی در منطقه که احتمال وارد شدن ایران در جنگی که سرانجام آن نامشخص است هشدار می‌دهند.[۸۲]

### کشورها و مناطق عربی
یورونیوز عربی نوشت مردم در نوار غزه، بغداد، تهران و برخی شهرهای دیگر جهان حملات موشکی ایران را جشن گرفتند. الجزیره نیز از شادی و شعف مردم غزه از حملات موشکی ایران خبر داد. وبگاه خبری «مرسال قطر» نیر گزارش داد که کودکان غزه حملات ایران را جشن گرفتند. شبکه خبری سی‌ان‌ان نیز نوشت که مردم ایران و غزه پاسخ موشکی ایران را جشن گرفتند.
خبرگزاری فرانسه، پیرامون وضعیت در بخش مسلمان نشین قدس هنگام حملات ایران نوشت: «یکی از ساکنان منطقه فلسطینی نشین سلوان می‌گوید: " فلسطینی‌ها به محض شنیدن نخستین آژیرها، شروع به سوت زدن، سپس کف زدن و فریاد الله اکبر کردند. در حالی که آسمان سیاه با خطوط به جا مانده از موشک‌های ایرانی روشن شده بود. وی با اشاره به اینکه محله آنها، هیچ پناهگاهی ندارد گفت: در هنگام حمله همه در خیابان یا پشت بام بودند. در شهر رام‌الله در منطقه اشغالی کرانه باختری فلسطین، عبور موشک‌های ایران در آسمان با شادی، سوت و صدای بوق ماشین‌ها مورد استقبال قرار گرفت. این شهر مرکز دولت فلسطین (تشکیلات خودگردان به ریاست محمود عباس) است. در یک کلیپ ویدئویی که در شبکه‌های اجتماعی دست به دست می‌شود و به نظر می‌رسد در نزدیکی شهرک اسرائیلی نشین "بیت ایل" فیلمبرداری شده است، گروهی از ۱۰ جوان فلسطینی با شور و شوق شعار می‌دهند و سعی می‌کنند لاشه موشکی را بلندکنند که بیش از ۴ متر است. این لاشه مربوط به موشک ایران است. این فیلم نشان می‌دهد جوانان فلسطینی با پوکه موشک ایران عکس یادگاری می‌گیرند و انگشتان خود را به شکل پیروزی گرفته‌اند».

### کشورهای اروپایی
نانسی فیزر، از وزرای دولت آلمان، از برگزاری تظاهرات عده ای از طرفداران حزب سوسیال دموکرات آلمان در شهرهای برلین و بن، در پی حمایت از حملات موشکی ایران به اسرائیل اظهار نارضایتی کرد. ان‌بی‌سی نیوز نیز اخبار جشن مردم غزه پیرامون حملات ایران را پوشش داد. روزنامه آلمانی بیلت گزارشی در مورد جشن گرفتن حملات ایران در برلین منتشر ساخته بود.

## واکنش‌ها

### داخلی

#### مقامات

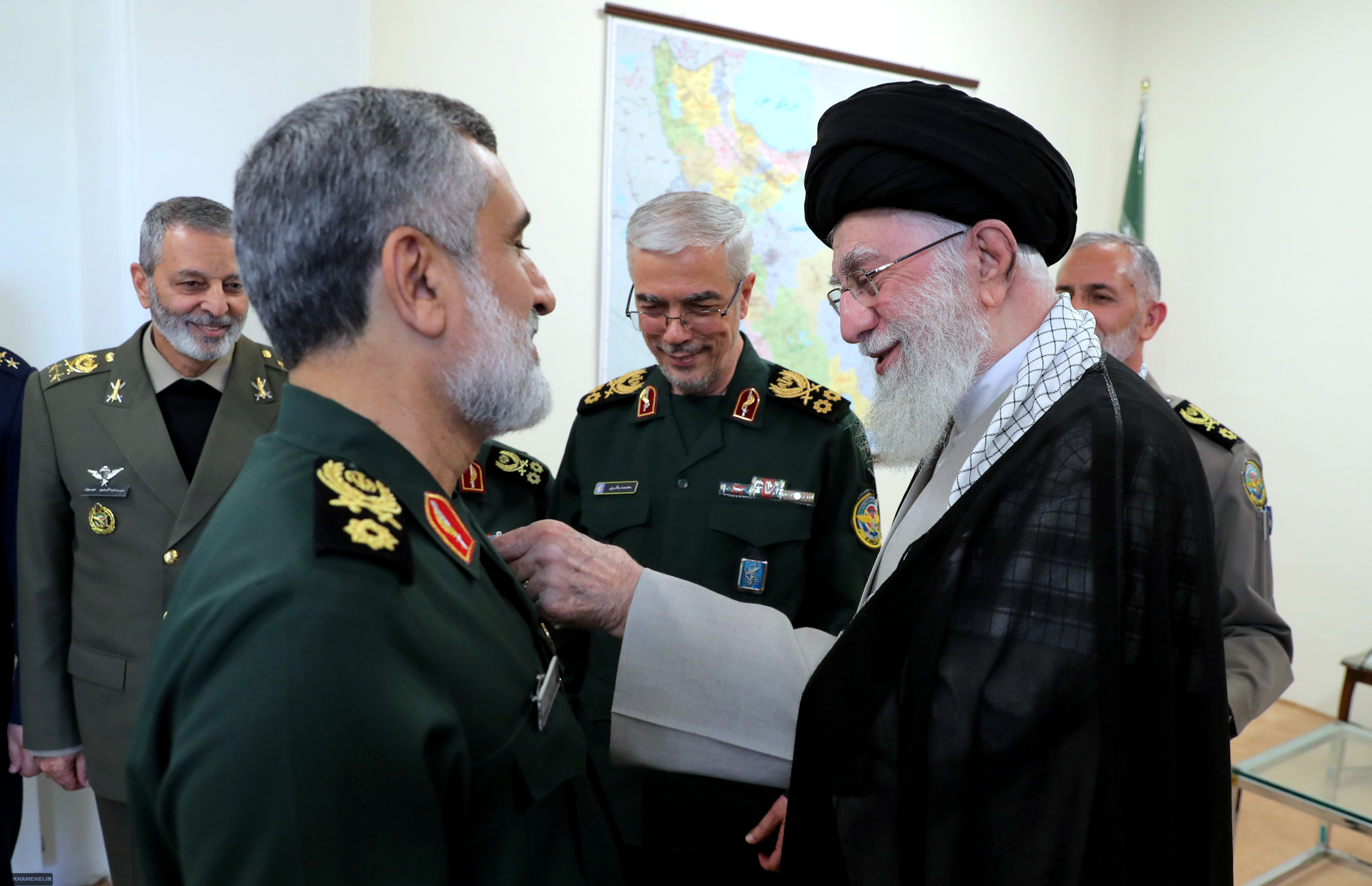
اعطای نشان فتح به حاجی‌زاده، چند روز پس از حمله اکتبر ایران به اسرائیل، ۱۵ مهر ۱۴۰۳

- مسعود پزشکیان، رئیس‌جمهور ایران بلافاصله پس از حمله در ایکس گفت: «براساس حقوق مشروع و با هدف صلح و امنیت برای ایران و منطقه، پاسخ قاطع به تجاوزات رژیم صهیونیستی داده شد. این اقدام در دفاع از منافع و اتباع ایرانی بود. نتانیاهو بداند، ایران جنگ طلب نیست اما در برابر هر تهدیدی قاطعانه می‌ایستد. این تنها گوشه ای از توان ماست، با ایران وارد درگیر نشوید.»[۹۱]
- رئیس ستاد کل نیروهای مسلح جمهوری اسلامی ایران گفت: اگر رژیم صهیونیستی کنترل نشود و علیه ایران اقدامی کند، تمامی زیرساخت‌هایش را هدف قرار می‌دهیم.[۹۲]

#### اپوزسیون ایران
- رضا پهلوی در بیانیه‌ای خطاب به «ملت بزرگ ایران» با بیان این‌که «مسئولیت کامل این جنون بر عهدهٔ رژیم جمهوری اسلامی و شخص علی خامنه‌ای است، و آن‌ها باید پاسخگوی پیامدهای جنگ باشند» افزود: «خامنه‌ای و رژیمش با چهار دهه حمایت از گروه‌های تروریستی و دامن‌زدن به جنگ‌های نیابتی در منطقه، ایران عزیزمان را به آستانه جنگی مستقیم کشانده‌اند».[۹۳]

### بین‌المللی

#### کشورها
- اسرائیل: دنیل هاگاری، سخنگوی ارتش اسرائیل در رابطه با حمله ایران به اسرائیل مدعی شد: «تعداد قابل توجهی از موشک‌ها را رهگیری انجام دادیم. برخی اصابت‌ها در مرکز و مناطق جنوبی رخ داده است». وی ادامه داد: «در این مرحله همچنان در حال ارزیابی (حمله) هستیم اما از تلفات جانی اطلاعی نداریم».[۹۴] بنیامین نتانیاهو، نخست‌وزیر اسرائیل در نخستین واکنش به حمله موشکی ایران به این رژیم ادعا کرد که این حمله تلافی‌جویانه ایران شکست خورده است. نخست‌وزیر اسرائیل گفت: «ایران اشتباه کرد و برای این اشتباه هزینه پرداخت خواهد کرد».[۹۵] نتانیاهو افزود: «هر کس به ما حمله کند، به او حمله خواهیم کرد».[۹۶]
- امیر اوهانا، رئیس کْنِسِت (پارلمان اسرائیل) نیز در مواجه با پست علی خامنه‌ای رهبر ایران که به زبان عبری در شبکه ایکس منتشر شده بود در پاسخی خطاب به وی به زبان فارسی نوشت: «به پایان سلام کن»[۹۷]
- ایالات متحده آمریکا: رئیس‌جمهور آمریکا به عملیات موشکی ایران علیه اسرائیل واکنش نشان داد و گفت: واشینگتن به طور کامل از اسرائیل حمایت می‌کند و تیم امنیت ملی آمریکا همواره با همتایان اسرائیلی خود در تماس بوده است.[۹۸] جو بایدن، حمایت آمریکا از اسرائیل پس از حملات موشکی بالستیک ایران را تأیید کرد و آن را «شکست خورده و بی اثر» توصیف کرد و به ارتش آمریکا دستور داد تا به دفاع از اسرائیل در برابر هرگونه حمله در آینده کمک کند.[۹۹][۱۰۰] او همچنین پس از شلیک بی‌سابقه موشک‌های بالستیک پرسرعت از سوی تهران به خبرنگاران گفت: «به نظر می‌رسد این حمله شکست خورده و بی‌اثر بوده است و این گواهی بر توانایی نظامی اسرائیل و ارتش آمریکا است».[۱۰۱] کامالا هریس، معاون رئیس‌جمهور آمریکا: «ایران نه‌تنها تهدیدی برای اسرائیل است بلکه تهدیدی است علیه شهروندان آمریکا، منافع ملی ما و همچنین شهروندان بی‌گناه سراسر خاورمیانه که از سوی نیروهای نیابتی تحت حمایت آن‌ها با رنج و هزینه‌های سنگینی مواجه شده‌اند».[۱۰۲] وزارت دفاع آمریکا، امشب در واکنش پرتاب موشک‌ها از سوی ایران اعلام کرد: «ایران حدود ۲۰۰ موشک بالستیک را به سمت چندین سایت در اسرائیل شلیک کرد». در بیانیه صادره از سوی وزارت دفاع آمریکا به منظور نشان دادن حمایت‌های واشینگتن از اسرائیل ادعا شده است: «ناوشکن‌های نیروی دریایی آمریکا حدود ۱۰ موشک رهگیر به سمت موشک‌های ایرانی که به سمت اسرائیل در حرکت بودند، شلیک کردند». بیانیه مذکور اضافه کرد: «اگر ایران به منافع آمریکا حمله کند، از شهروندان خود دفاع خواهیم کرد. ما این حملات بی پروا را محکوم می‌کنیم و از ایران می‌خواهیم که هرگونه حمله آتی از جمله از طریق نیروهایش را متوقف کند».[۱۰۳] آنتونی بلینکن، وزیر امور خارجه آمریکا ضمن محکومیت این حمله موشکی، آن را غیرقابل قبول عنوان کرد و گفت که جهان باید آن را محکوم کند.[۱۰۴] جمهوری‌خواهان کنگره آمریکا، خواستار حمایت تسلیحاتی بیشتر از اسرائیل و برخورد شدیدتر با حکومت ایران شدند. قانونگذاران دموکرات، لحن محتاطانه‌تری داشته و با تأکید بر حمایت از اسرائیل برای دفاع از خود، خواستار کنترل تنش شدند. رهبر اکثریت دموکرات مجلس سنای آمریکا در واکنش به دومین حمله مستقیم موشکی ایران به اسرائیل در روز سه‌شنبه، گفت: «ایالات متحده در حمایت از حق اسرائیل برای دفاع از خود، در کنار این متحد کلیدی واشینگتن خواهد ایستاد». چاک شومر در بیانیه‌ای با اشاره به این که تحولات خاورمیانه را به دقت رصد می‌کند، گفت: «این اقدامات عواقبی دارد و حکومت ایران و نمایندگان آن باید پاسخگو باشند». او جزئیات عواقب احتمالی مورد اشاره را ارائه نکرد. همزمان، رهبر اقلیت جمهوری‌خواه سنای آمریکا گفته است: «رهگیری موشک‌ها و پهپادها قبل از رسیدن به غیرنظامیان اسرائیلی یا پرسنل آمریکایی کافی نیست، زمان آن فرا رسیده است که ذخیره مهمات حیاتی اسرائیل را دوباره پر کنیم». میچ مکانل اضافه کرد: «زمان آن فرا رسیده که معماران برجسته ترور در جهان و نمایندگان آن‌ها با عواقب شدیدی روبرو شوند».[۱۰۵]
- آلمان: آنالنا بربوک، وزیر امور خارجه آلمان با انتشار پیامی در شبکه اجتماعی اکس نوشت: «اسرائیل در حال حاضر مورد حمله موشکی ایران قرار گرفته است. من این حمله را به شدیدترین وجه ممکن محکوم می‌کنم». وی با بیان اینکه آلمان پیشتر دربارهٔ خطر تشدید تنش‌ها هشدار داده است، افزود: «ایران باید فوراً این حمله را متوقف کند. این اقدام، منطقه را بیشتر به لبه پرتگاه سوق می‌دهد».[۱۰۶] اولاف شولتس، صدراعظم آلمان: «ایران خطر به آتش کشیدن کل منطقه را به همراه داشته و باید به هر قیمتی از این امر جلوگیری کرد. حزب‌الله و ایران باید فوری حملات خود را به اسرائیل متوقف کنند».[۱۰۷]

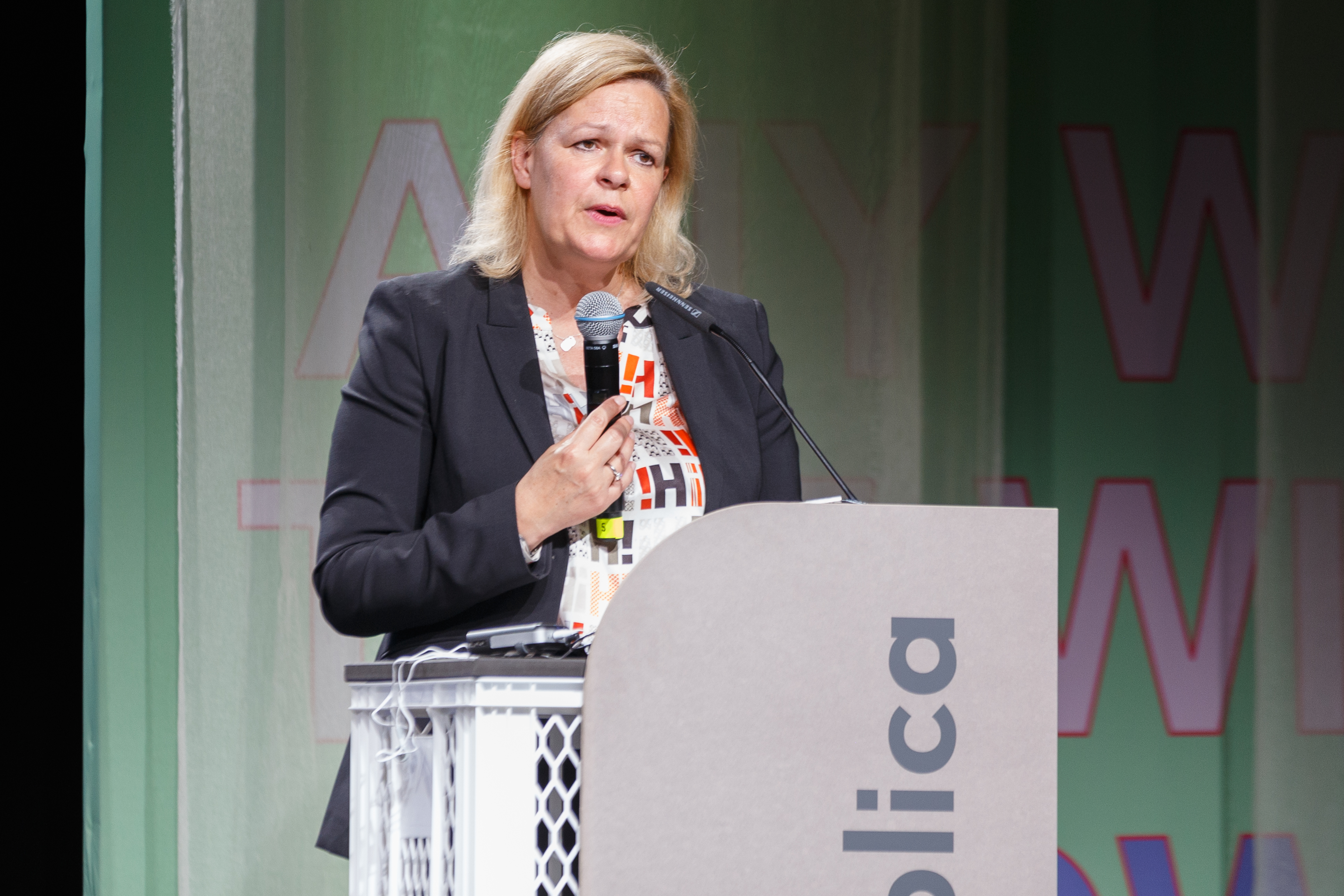
یکی از وزرای آلمان (نانسی فیزر) از خبر تجمعات طرفداران حزب اش (حزب سوسیال دموکرات آلمان) در بن و برلین در حمایت از حملات موشکی ایران به اسرائیل، اظهار نارضایتی کرد.

- فرانسه: میشل بارنیه نخست‌وزیر فرانسه، گفت: «هم‌اکنون که در ساعت ۱۹ و ۱۶ دقیقه (به وقت محلی) با شما سخن می‌گویم با تشدید تنش و حملات صورت گرفته، وضعیت در خاورمیانه و خاور نزدیک وخامت یافته است. به نظر می‌رسد که درگیری مستقیم میان ایران و اسرائیل در جریان است و به همین دلیل وضعیت به شدت جدی است».[۱۱۰] امانوئل مکرون، رئیس‌جمهور فرانسه ضمن محکومیت، نیروهای نظامی در خاورمیانه را بسیج کرد تا تعهد به امنیت اسرائیل را نشان دهد. از سوی دیگر وعده برگزاری کنفرانس برای حمایت از مردم لبنان داد و از اسرائیل خواست فورا به عملیات نظامی زمینی در لبنان پایان دهد.[۱۱۱][۱۱۲]
- بریتانیا: کی‌یر استارمر، نخست‌وزیر بریتانیا در واکنش به حملات موشکی ایران به اسرائیل اعلام کرد: «ما در کنار اسرائیل هستیم و حق دفاع از خود را به رسمیت می‌شناسیم». او ادامه داد: «ایران این حملات را متوقف کند. ما از اسرائیل در حق دفاع از خود حمایت می‌کنیم».[۱۱۳] وزیر دفاع بریتانیا هم حمله ایران به اسرائیل را محکوم کرد و از نقش نیروهای بریتانیایی برای جلوگیری از تشدید بیشتر تنش‌ها در خاورمیانه خبر داد.[۱۱۱]
- عراق: با آغاز حملات ایران، عراق حریم هوایی خود را بست.[۱۱۴] محمد شیاع السودانی، نخست‌وزیر عراق در اظهاراتی که امشب سه شنبه در خبرگزاری رسمی این کشور منتشر شد، گفت: «منطقه وارد مرحله سخت و بسیار خطرناکی شده و این چیزی است که عراق از هفتم اکتبر ۲۰۲۳ نسبت به آن هشدار داد در حالی جامعه جهانی در برابر آن تحولات اظهار عجز و ناتوانی کرد».[۱۱۵]
- ونزوئلا: وزیر خارجه ونزوئلا در بیانیه‌ای با اشاره به اینکه اقدام جمهوری اسلامی ایران با استناد به حق دفاع مشروع از خود بر اساس ماده ۵۱ منشور سازمان ملل انجام شده است، تأکید کرد: «پاسخ موشکی ایران در واکنش به جنایات اسرائیل بود».[۱۱۶]
- کانادا: جاستین ترودو، نخست‌وزیر کانادا در شبکه اجتماعی اکس نوشت: «کانادا حمله بی‌پروای ایران به اسرائیل را صراحتاً محکوم می‌کند». وی افزود: «ما از حق اسرائیل برای دفاع از خود در برابر این حمله کاملاً حمایت می‌کنیم و بار دیگر درخواست خود را برای کاهش تنش در منطقه به منظور امنیت همه غیرنظامیان تکرار می‌کنیم». ملانی جولی، وزیر امور خارجه کانادا نیز در اتاوا در گفت‌وگو با خبرنگاران اظهار کرد: «ما شاهد حمله ایران به اسرائیل بودیم و آن را صراحتاً محکوم می‌کنیم. این اقدام فقط موجب بی‌ثباتی بیشتر منطقه شده و باید متوقف شود».[۱۱۷]
- ترکیه: رجب طیب اردوغان، رئیس‌جمهور ترکیه، گفت: «امشب حمله‌ای دیگر از یک کشور مسلمان به اسرائیل انجام شد. همان‌طور که هیتلر وقتی خود را در آینه غول پیکر دید، متوقف شد، نتانیاهو نیز متوقف خواهد شد».[۱۱۸] وزارت دفاع ملی ترکیه گفت: «حتی اگر یک پشه از سمت اسرائیل برای حمله به ایران از آسمان ما استفاده کند ساقط‌اش می‌کنیم».[۱۱۹]
- اتحادیه اروپا: اتحادیه اروپا حمله موشکی ایران به اسرائیل را به شدت محکوم کرد و خواستار آتش‌بس فوری در سراسر خاورمیانه شد. جوزپ بورل، مسئول سیاست خارجی اتحادیه اروپا طی پیامی در شبکه اجتماعی اکس نوشت: «یک آتش‌بس فوری در سراسر منطقه مورد نیاز است».[۱۲۰] پیتر استانو، سخنگوی روابط خارجی کمیسیون اروپا در بیانیه‌ای اعلام کرد که اتحادیه اروپا به طور کامل متعهد به کمک به کاهش تنش‌ها و جلوگیری از یک جنگ خطرناک منطقه‌ای است. استانو افزود: «امواج پی در پی حملات تلافی جویانه به مارپیچ غیرقابل کنترل درگیری دامن زده است». این مقام حمله موشکی ایران به اسرائیل را محکوم کرده و ادعا کرد که این حمله تهدیدی جدی برای امنیت منطقه است.[۱۲۱] شارل میشل، رئیس شورای اروپایی با انتشار پیامی در شبکه اجتماعی اکس ضمن محکومیت، مدعی شد که عملیات موشکی ایران، یک تهدید برای امنیت منطقه است. او همچنین مدعی شد که اتحادیه اروپا برای کمک به کاهش تنش‌ها متعهد است.[۱۲۲]
- روسیه: الکساندر لاورنتیف، نماینده ویژه رئیس‌جمهور روسیه در دیدار با علی‌اکبر احمدیان، دبیر شورای عالی امنیت ملی ایران با اشاره به حمله ایران به اسرائیل گفت: «امیدواریم پاسخ ایران اقدام هوشیارکننده‌ای برای اسرائیل باشد». ماریا زاخارووا، سخنگوی وزارت امور خارجه روسیه در پیام‌رسان تلگرام خود نوشت: «ایالات متحده مسئول تشدید تنش‌ها در خاورمیانه است. سیاست جو بایدن، رئیس‌جمهور آمریکا در خاورمیانه تماماً شکست خورده است».[۱۲۳]
- ژاپن: شیگرو ایشیبا، نخست‌وزیر ژاپن هم حمله ایران را غیرقابل قبول خواند و خواهان خویشتن‌داری مقامات ایران و اسرائیل شد.[۱۲۴][۱۲۵]
- سازمان ملل متحد: آنتونیو گوترش، دبیرکل سازمان ملل متحد نیز در پی حملات موشکی ایران، گسترش درگیری در خاورمیانه را محکوم و در عین حال تأکید کرد که درگیری‌ها باید متوقف شود و ما یقینا به برقراری به یک آتش‌بس نیاز داریم.[۱۲۶]
- جمهوری ایرلند: مایکل مارتین، وزیر امور خارجه ایرلند در بیانیه‌ای که یک نسخه آن در تارنمای دولت ایرلند منتشر شد، ادعا کرد: «من حمله موشکی ایران به اسرائیل را به شدت محکوم می‌کنم و از تهران می‌خواهم که فوراً اقدامات بی‌ملاحظه خود را متوقف کند».[۱۲۷]
- پاکستان: روابط عمومی دفتر سخنگوی وزارت امور خارجه پاکستان، دولت اسلام‌آباد با ابراز نگرانی عمیق از تشدید خصومت‌ها در غرب آسیا، از همه طرف‌ها خواست که صلح را در اولویت قرار دهند. در بیانیه وزارت امور خارجه پاکستان آمده است: «اسرائیل طی ماه‌های اخیر به طور فزاینده‌ای مرتکب نقض قوانین بین‌المللی و منشور سازمان ملل شده که منجر به بحران انسانی شدید شده است». در این بیانیه تأکید شده است که اسرائیل صلح و امنیت منطقه را با نسل‌کشی مداوم در غزه به خطر انداخته و تهاجم اخیر به لبنان این تنش‌ها را تشدید کرده و زندگی غیرنظامیان بی گناه را تحت تأثیر قرار داده است.[۱۲۸] علامه ناصر عباس جعفری نماینده مجلس سنا و رئیس حزب مجلس وحدت مسلمین پاکستان طی پیامی با تبریک گفت که جمهوری اسلامی ایران با ایفای نقش رهبر امت اسلامی به عهد خود با ملت مظلوم فلسطین و لبنان وفا کرد.[۱۲۹] لیاقت بلوچ، نایب رئیس جماعت اسلامی پاکستان با قدردانی از دولت و نیروهای مسلح جمهوری اسلامی ایران بابت جمله گفت که پاسخ موشکی ایران به اقدامات تروریستی رژیم صهیونیستی، حس غرور و افتخار برای جهان اسلام دارد.[۱۰۷]
- کوبا: وزارت خارجه کوبا در بیانیه‌ای با اشاره به اینکه هاوانا با نگرانی تحولات اخیر در خاورمیانه را دنبال می‌کند، اعلام کرد که رژیم صهیونیستی ثبات و امنیت این منطقه را به خطر انداخته است.[۱۳۰]
- اسپانیا: پدرو سانچز، نخست‌وزیر اسپانیا گفت: «دولت اسپانیا حمله ایران به اسرائیل را محکوم می‌کند و خواستار پایان این روند افزایشی خشونت است».[۱۲۹]
- هلند: کسپر ولکمپ با انتشار پیامی در شبکه اجتماعی اکس نوشت: «هلند حمله بی‌سابقه ایران به اسرائیل را به شدت محکوم می‌کند. وی افزود: من مستقیماً به وزیر امور خارجه ایران دربارهٔ این موضوع تأکید کردم و از ایران خواستم که از حملات بیشتر خودداری کند». وزیر امور خارجه هلند افزود که این کشور بر اهمیت تنش زدایی در منطقه تأکید می‌کند.[۱۳۱]
- بلژیک: حجه لحبیب، وزیر امور خارجه بلژیک در شبکه اجتماعی اکس نوشت: «بلژیک حمله ایران به اسرائیل را قویا محکوم می‌کند. ما بار دیگر خواستار کاهش فوری تنش‌ها توسط همه طرف‌ها و حفاظت از غیرنظامیان در سراسر منطقه هستیم».[۱۳۲]
- کره جنوبی: وزارت امور خارجه کره جنوبی در بیانیه‌ای اعلام کرد که از شهروندانی که در اسرائیل و لبنان مانده‌اند، درخواست می‌شود که هرچه سریع‌تر آن‌جا را ترک کنند.
- استرالیا: آنتونی آلبانیزی، نخست‌وزیر استرالیا در بین خبرنگاران در ملبورن گفت که نگرانی زیادی دربارهٔ اقدامات ایران داریم و به همین خاطر آن را محکوم می‌کنیم و بر حق دفاع از خود اسرائیل، تأکید کرد.[۱۳۳]
- ایتالیا: جورجا ملونی، نخست‌وزیر ایتالیا امروز چهارشنبه خواستار تشکیل نشست اضطراری کشورهای عضو گروه هفت شد. نخست‌وزیر ایتالیا در این خصوص اعلام کرد: «امروز خواستار تشکیل جلسه اضطراری سران کشورهای گروه- ۷ شدم تا دربارهٔ وضعیت خاورمیانه (غرب آسیا) گفتگو کنیم».[۱۳۴] جورجا ملونی، نشستی اضطراری با حضور اعضای کابینه دولت ایتالیا برگزار کرد. همچنین دولت ایتالیا در بیانیه‌ای ایران و اسرائیل را دعوت به خویشتنداری کرد.[۱۳۵]
- اردن: با آغاز حملات هوایی ایران، اردن حریم هوایی خود را بست.[۱۳۶] محمد مومانی، سخنگوی دولت اردن به رسانه‌های محلی گفت که حفاظت از اردن و اردنی‌ها، نخستین مسئولیت ماست و اجازه نخواهد داد، این کشور به میدان جنگ تبدیل شود. اردن اقدام به بستن حریم هوایی خود کرد در حالی که اداره امنیت عمومی پادشاهی با انتشار بیانیه‌ای گفت: «نیروی هوایی سلطنتی اردن و سامانه‌های پدافند هوایی به تعدادی موشک و پهپاد که وارد حریم هوایی اردن شد، پاسخ دادند».[۱۳۷]
- چین: در بیانیه‌ای که در تارنمای وزارت امور خارجه چین منتشر شد، آمده است که چین مخالف نقض حاکمیت و امنیت لبنان است و با هر اقدام که موجب تشدید درگیری و تنش در منطقه شود، مخالف است. دستگاه دیپلماسی چین ادامه داد که پکن از جامعه جهانی به‌ویژه قدرت‌های با نفوذ می‌خواهد که نقش سازنده‌ای برای جلوگیری از افزایش بی‌ثباتی‌ها در این منطقه ایفا کنند. این بیانیه می‌افزاید: «پکن معتقد است که دست نیافتن به آتش‌بس در غزه علت اصلی این دور از آشفتگی‌ها در خاورمیانه است و طرف‌ها باید برای دسترسی هرچه زودتر به آتش‌بس همه‌جانبه و پایدار در غزه تلاش کنند».[۱۳۸]
- ارمنستان: آرارات میرزویان، وزیر امور خارجه ارمنستان در واکنش به عملیات موشکی ایران علیه اسرائیل از اوضاع کنونی در غرب آسیا اظهار نگرانی کرد و گفت: «اگر از وضعیت ژئوپلیتیکی، روندها و سیاست در قفقاز جنوبی مطلع هستید، می‌دانید که ما در ارمنستان هر کاری برای رسیدن به صلح در منطقه انجام می‌دهیم». میرزویان که در مجمع امنیتی ورشو سخنرانی می‌کرد، گفت: «ما می‌بینیم که کشورهای همسایه ما به سمت یکدیگر موشک شلیک می‌کنند، البته ما نگران هستیم، البته ما نمی‌توانیم از تشدید تنش استقبال کنیم و تنها می‌توانیم امیدوار باشیم که راه‌حل این درگیری در اسرع وقت پیدا شود».[۱۳۹]
- عربستان سعودی: فیصل الابراهیم، وزیر اقتصاد و برنامه‌ریزی عربستان سعودی، در پاسخ به سؤالی در کنفرانسی در برلین در مورد وضعیت خاورمیانه پس از حمله موشکی ایران به اسرائیل، گفت که عربستان سعودی امیدوار به تنش زدایی و گفتگو است. الابراهیم تشدید تنش را تاسف بار خواند اما گفت که اجتناب از صحبت کردن در مورد آن بسیار سخت است. او گفت: «امیدواریم خِرد غالب شود، تنش زدایی اتفاق بیفتد، گفت‌وگو برقرار شود و همکاری‌های بیشتری در سطح جهانی و همچنین منطقه‌ای برای مقابله با این چالش‌ها ایجاد شود».[۱۴۰]
- هند: سفارت هند در اسرائیل در میانه درگیری در خاورمیانه، یک توصیه مسافرتی برای شهروندان خود که در اسرائیل به سر می‌برند صادر کرد و از آن‌ها خواست تا مراقب باشند و پروتکل‌های ایمنی صادر شده توسط مقام‌های محلی را رعایت کنند.[۱۴۱]
- یمن: مهدی المشاط، رئیس شورای عالی سیاسی یمن ضمن تبریک این عملیات موشکی ایران، این عملیات را مشروع در دفاع از خود و تأدیب رژیم صهیونیستی جنایتکار دانست. المشاط تأکید کرد که کشورش از این پاسخ ایران به دشمن صهیونیستی حمایت می‌کند و تهران کاملاً حق دارد از خود دفاع کند.[۱۴۲]
- قبرس: رئیس‌جمهور قبرس، درخواست جلسه فوری شورای امنیت ملی داد و از شهروندان خود خواست که اسرائیل و لبنان را ترک کنند.[۱۴۳][۱۴۴]

#### گروه‌های شبه نظامی
- حماس: جنبش مقاومت اسلامی فلسطین، عملیات شلیک موشک توسط ایران به سوی سرزمین‌های اشغالی را که در پاسخ به حملهٔ صهیونیست‌ها علیه دو ملت فلسطین و لبنانی بوده را تبریک می‌گوید.[۱۴۵] جنبش حماس در بیانیه‌ای عنوان کرد که ما در جنبش مقاومت اسلامی حماس حمله موشکی قهرمانانه سپاه پاسداران انقلاب اسلامی ایران به مناطق وسیعی از اراضی اشغالی در پاسخ به جنایات پیوسته دشمن صهیونیستی علیه ملت‌های منطقه و برای گرفتن انتقام خون شهدای قهرمان امت از جمله شهید اسماعیل هنیه، شهید سید حسن نصرالله و شهید عباس نیلفروشان را تبریک می‌گوییم. حماس تأکید کرد که ما به برادرانمان در جمهوری اسلامی ایران افتخار می‌کنیم و ایستادگی آنان در برابر تجاوزات و عربده‌کشی دشمن اشغالگر صهیونیستی و جانبداری از عدالت و مظلومیت ملت فلسطین و ملت لبنان و منافع عالی امت مبنی بر پایان اشغالگری و بازداشتن دشمن فاشیست صهیونیستی را می‌ستاییم.[۱۴۶]همچنین پس از خبر حمله ایران به اسرائیل، صدای تیراندازی جشن در سراسر بیروت شنیده شد.[۱۴۷]
- انصارالله یمن: محمد عبدالسلام، سخنگوی انصارالله یمن در واکنش به عملیات انتقام جویانه ایران به عمق اراضی اشغالی گفت: «بازدارندگی علیه دشمن صهیونیستی و مقابله با آن تنها راه مهار آن و جلوگیری از ادامه جنایات آن علیه مردم فلسطین و لبنان و منطقه است». وی افزود: «عملیات ایران را که به اهداف نظامی دشمن در عمق فلسطین اشغالی حمله کرد، تبریک می‌گوییم». سخنگوی انصارالله تصریح کرد: «به حمایت جمهوری اسلامی از فلسطین و مقابله با هژمونی آمریکا در منطقه درود می‌فرستیم».[۱۴۸]
- کتائب حزب‌الله عراق: کتائب حزب عراق شامگاه سه شنبه و در واکنش به حملات موشکی ایران در پاسخ به اسرائیل، گفت که جمهوری اسلامی ایران در این حملات فقط پایگاه‌های نظامی و امنیتی دشمن صهیونیستی را بدون اینکه به ساختمان‌های غیرنظامی آسیبی برساند هدف قرار داد و به این ترتیب اخلاق دلاورمردان و پایبندی به قاعده‌های درگیری را به نمایش گذاشت.[۱۴۹]
- جهاد اسلامی فلسطین: جنبش جهاد اسلامی فلسطین ضمن تبریک حملات موشکی ایران علیه اسرائیل، اعلام کرد: «این حملات دردناک، بخشی از لیاقت اشغالگر و تنها راه مهار این رژیم در سایه سکوت جهان در برابر جنایات رژیم صهیونیستی است». جنبش جهاد اسلامی فلسطین اعلام کرد: «حمله امروز ایران دل صدها هزار خانواده فلسطینی و لبنانی را شاد کرد که گرفتار جنایت باند حاکم در تل آویو شده‌اند و پشت آن دولت جنایتکار «جو بایدن» رئیس‌جمهور آمریکا است که با گستاخی بی‌نظیری تجاوزات رژیم صهیونیستی را مدیریت می‌کند».[۱۵۰]